# Contopus ochraceus
Contopus ochraceus là một loài chim trong họ Tyrannidae.